# Fangehul
Et fangehul (engelsk: dungeon) er et rum eller en fængselscelle, hvor fanger holdes indespærret – ofte under jorden. Fangehuller forbindes typisk med middelalderlige borge, selvom deres association med tortur sandsynligvis stammer mere fra renæssancen.
En oubliette (fra fransk fransk: oublier, "at glemme") er et kælderrum, som kun kan tilgås gennem en lem eller et hul (et såkaldt angstloch) i et højt loft.

## Historie
Få normanniske borgtårne i engelske borge indeholdt oprindeligt fængsler – de var mere almindelige i Skotland. Fængsling var ikke en typisk straf i middelalderen; de fleste fanger ventede på en snarlig retssag, dom eller en politisk løsning. Adelige fanger blev som regel ikke holdt i fangehuller, men boede under relativt komfortable forhold i borgens lejligheder.
Tower of London er berømt for at have huset politiske fanger, og Pontefract Castle fungerede på forskellige tidspunkter som fængsel for bl.a. Thomas af Lancaster (1322), Richard 2. af England (1400), Anthony Woodville, 2. jarl Rivers (1483), Richard Scrope, Ærkebiskop af York (1405), Jakob 1. af Skotland (1405–1424) og Charles, hertug af Orléans (1417–1430).
Specielt opførte fængselskamre i borge blev mere almindelige efter 1100-tallet, hvor de ofte blev indbygget i portbygninger eller murtårne. Nogle borge havde større faciliteter til fanger, såsom fængselstårnet i Caernarfon Castle.

## Indhold
Selvom mange egentlige fangehuller blot er ét enkelt, nøgent rum med en tung dør – eller kun adgang via en lem eller faldlem i gulvet ovenfor – har brugen af fangehuller til tortur samt deres forbindelse til menneskets grundlæggende frygt for at være fanget under jorden gjort dem til en stærk metafor i mange sammenhænge. Fangehuller er generelt blevet forbundet med underjordiske komplekser af celler og torturkamre. Som følge heraf overdrives antallet af ”ægte” fangehuller i borge ofte for at tiltrække turister. Mange rum, der beskrives som fangehuller eller oublietter, har i virkeligheden været vandcisterner eller endda latriner.
Et eksempel på det, man populært ville kalde en ”oubliette”, er den særligt klaustrofobiske celle i fangehullet i Warwick Castles Caesar’s Tower i det centrale England. Adgang sker gennem en jernrist. Det ville være næsten umuligt at vende sig – eller overhovedet bevæge sig – i dette lille kammer.
Dog er det lille kammer, som beskrives som oubliette, i virkeligheden en kort lodret skakt, der åbner sig ned i et større rum med et latrinskakt over sig. Det antyder, at rummet snarere er en delvist opfyldt afløbsgrube. Placeringen af den formodede oubliette i en lille alkove i det større fangehul svarer desuden til den typiske placering af latriner i middelalderlige bygninger. Disse forhold tyder samlet set på, at det snarere er rester af en latrin end en celle til opbevaring af fanger. Optagelser fra dette rum kan ses i afsnit 3 af første sæson af tv-serien Secrets of Great British Castles.
En ”flaskeformet fangehul” er undertiden blot en anden betegnelse for en oubliette. Den har en snæver åbning foroven, og nogle gange er rummet nedenfor så trangt, at det er umuligt at ligge ned – men i andre tilfælde er cellen betydeligt større.
Identifikationen af fangehuller og rum brugt til fangetilhold er ikke altid ligetil. Alnwick Castle og Cockermouth Castle, begge nær grænsen til Skotland, havde kamre i deres portbygninger, som ofte er blevet tolket som oublietter. Men dette er blevet udfordret. Disse underjordiske rum (adgang via en dør i loftet) blev bygget uden latriner, og eftersom portbygningerne i Alnwick og Cockermouth også fungerede som beboelse, er det usandsynligt, at rummene har været anvendt som fængsler. En alternativ forklaring foreslår, at de i stedet fungerede som pengeskabe eller depoter til værdigenstande.
Ifølge folketro blev oublietter i grænseregionerne nogle gange brugt til at kaste angribere ned i og lade dem dø dernede – uden behov for latriner. Det virker dog sandsynligt, at denne grusomme skæbne oftere blev brugt som trussel end i praksis. Formålet var at skabe afskrækkelse – rygtet om, at sådan en død var mulig skulle afholde potentielle angribere.